# ستيف غيلبين
ستيف غيلبين (بالإنجليزية: Steve Gilpin)‏ هو مغن مؤلف نيوزيلندي، ولد في 28 أبريل 1949 في ويلينغتون في نيوزيلندا، وتوفي في 6 يناير 1992 في Southport, Queensland ‏ في أستراليا بسبب حادث مرور.

## روابط خارجية
- ستيف غيلبين على موقع ميوزك برينز (الإنجليزية)
- ستيف غيلبين على موقع ديسكوغز (الإنجليزية)